# Vasconcellea × pentagona
Il babaco (Vasconcellea × pentagona (Heilborn) Mabb.)  è un ibrido naturale tra due specie di arbusti affini alla papaya, Vasconcellea pubescens e Vasconcellea stipulata della famiglia delle Caricaceae.
Il frutto, apprezzato per l'alimentazione umana, ricorda nell'aspetto d'insieme un melone bianco, ma ha una sezione tipicamente pentagonale (un po' come i peperoni), fatto da cui viene il nome scientifico. Quando è maturo, ha un colore giallo striato di verde e un sapore che ricorda ananas e arancia; può raggiungere il peso di 2 kg. La buccia è sottile e mancano completamente i semi.
La pianta del babaco, originaria della foresta pluviale montana delle basse Ande in Ecuador e in Colombia, sopporta meglio della papaya temperature relativamente basse, anche di poco superiori allo zero. È stata perciò coltivata con successo in Paesi come la Nuova Zelanda, Guernsey, nel Regno Unito, nelle isole della Manica e anche con particolari precauzioni, in Italia.